# Triaenonychidae
Famille
Les Triaenonychidae sont une famille d'opilions laniatores. On connaît plus de 400 espèces dans 105 genres.

## Distribution
Les espèces de cette famille se rencontrent en Océanie, dans le Sud de l'Amérique du Sud et dans le Sud de l'Afrique.

## Liste des genres
Selon World Catalogue of Opiliones (03/04/2023) :
- Adaeinae Pocock, 1902
  - Adaeulum Roewer, 1915
  - Adaeum Karsch, 1880
  - Cryptadaeum Lawrence, 1931
  - Dingupa Forster, 1952
  - Heteradaeum Lawrence, 1963
  - Larifuga Loman, 1898
  - Larifugella Staręga, 1992
  - Micradaeum Lawrence, 1931
  - Montadaeum Lawrence, 1931
  - Paradaeum Lawrence, 1931
- Sorensenellinae Forster, 1954
  - Karamea Forster, 1954
  - Lawrencella Strand, 1932
  - Sorensenella Pocock, 1903
  - Speleomontia Lawrence, 1931
- Triaenobuninae Pocock, 1902
  - Allobunus Hickman, 1958
  - Americobunus Muñoz-Cuevas, 1972
  - Ankaratrix Lawrence, 1959
  - Araucanobunus Muñoz-Cuevas, 1973
  - Cenefia Roewer, 1931
  - Chilobunus Hickman, 1958
  - Chrestobunus Roewer, 1915
  - Dipristes Roewer, 1931
  - Eubunus Hickman, 1958
  - Glyptobunus Roewer, 1915
  - Mestonia Hickman, 1958
  - Miobunus Roewer, 1915
  - Muscicola Forster, 1954
  - Phanerobunus Roewer, 1915
  - Phoxobunus Hickman, 1958
  - Pristobunus Roewer, 1931
  - Rhynchobunus Hickman, 1958
  - Tasmanonuncia Hickman, 1958
  - Thelbunus Hickman, 1958
  - Triaenobunus Sørensen, 1886
- Triaenonychinae Sørensen, 1886
  - Acumontia Loman, 1898
  - Adrianonyx Porto, Derkarabetian, Ramírez, Giribet & Pérez-González, 2022
  - Algidia Hogg, 1920
  - Allonuncia Hickman, 1958
  - Amatola Lawrence, 1931
  - Ankylonuncia Hickman, 1958
  - Antongila Roewer, 1931
  - Austromontia Staręga, 1992
  - Austronuncia Lawrence, 1931
  - Biacumontia Staręga, 1992
  - Brasiloctis Mello-Leitão, 1938
  - Breviacantha Kauri, 1954
  - Bryonuncia Hickman, 1958
  - Callihamina Roewer, 1942
  - Callihamus Hickman, 1958
  - Calliuncus Roewer, 1931
  - Ceratomontia Roewer, 1915
  - Cluniella Forster, 1955
  - Decarynella Fage, 1945
  - Diaenobunus Roewer, 1915
  - Diasia Sørensen, 1902
  - Equitius Simon, 1880
  - Graemontia Staręga, 1992
  - Gunvoria Kauri, 1961
  - Hedwiga Roewer, 1931
  - Hendea Roewer, 1931
  - Hendeola Forster, 1954
  - Heteronuncia Roewer, 1920
  - Hickmanoxyomma Hunt, 1990
  - Holonuncia Forster, 1955
  - Hovanuncia Lawrence, 1959
  - Ivohibea Lawrence, 1959
  - Leionuncia Hickman, 1958
  - Lispomontia Lawrence, 1937
  - Lizamontia Kury, 2004
  - Mensamontia Staręga, 1992
  - Micromontia Lawrence, 1939
  - Millomontia Lawrence, 1959
  - Millotonyx Lawrence, 1959
  - Monomontia Staręga, 1992
  - Nahuelonyx Maury, 1988
  - Neonuncia Roewer, 1915
  - Notonuncia Hickman, 1958
  - Nucina Hickman, 1958
  - Nuncia Loman, 1902
  - Nunciella Roewer, 1929
  - Nuncioides Hickman, 1958
  - Odontonuncia Hickman, 1958
  - Paramontia Lawrence, 1934
  - Paranuncia Roewer, 1915
  - Parattahia Roewer, 1915
  - Paulianyx Lawrence, 1959
  - Perthacantha Roewer, 1931
  - Picunchenops Maury, 1988
  - Planimontia Kauri, 1961
  - Prasma Roewer, 1931
  - Prasmiola Forster, 1954
  - Promecostethus Enderlein, 1909
  - Psalenoba Roewer, 1931
  - Pyenganella Hickman, 1958
  - Roewerania Lawrence, 1934
  - Rostromontia Staręga, 1992
  - Stylonuncia Hickman, 1958
  - Tasmanonyx Hickman, 1958
  - Triaenonychoides Soares, 1968
  - Triaenonyx Sørensen, 1886
  - Triconobunus Roewer, 1914
  - Triregia Forster, 1948
  - Valdivionyx Maury, 1988
  - Yatala Roewer, 1942
  - Yulella Lawrence, 1939

## Systématique et taxinomie
Cette famille a été décrite par Sørensen en 1886.

## Publication originale
- Sørensen, 1886 : « Opiliones. » Die Arachniden Australiens nach der Natur beschrieben und abgebildet, p. 53–86.